# گیتمو: قواعد نوین جنگ
گیتمو: قواعد نوین جنگ (انگلیسی: Gitmo: The New Rules of War) یک فیلم مستند سوئدی دربارهٔ بازداشتگاه گوانتانامو به کارگردانی طارق صالح و اریک گاندینی است که در سال ۲۰۰۵ منتشر شد.
این فیلم نخستین بار در جشنواره بین‌المللی فیلم مستند آمستردام به نمایش درآمد.